# La Robe rouge (film, 1912)
Pour les articles homonymes, voir La Robe rouge.
Pour plus de détails, voir Fiche technique et Distribution.
La Robe rouge est un film muet français réalisé par Henri Pouctal, sorti en 1912.

## Fiche technique
- Titre : La Robe rouge
- Réalisation : Henri Pouctal
- Scénario : Henri Pouctal
- Photographie :
- Montage :
- Société de production : Le Film d'art
- Société de distribution :
- Pays de production :  France
- Langue : français
- Métrage :
- Format : Noir et blanc — 35 mm — 1,33:1 — Muet
- Genre :
- Durée :
- Dates de sortie : France : 1912

## Distribution
- Félix Huguenet : Mouzon
- Georges Grand : Etchepare
- Jeanne Delvair : Yanetta
- Renée Pré
- Mancini